# Foug
Foug település Franciaországban, Meurthe-et-Moselle megyében. Lakosainak száma 2622 fő (2022. január 1.). Foug Bruley, Choloy-Ménillot, Écrouves, Laneuveville-derrière-Foug, Lay-Saint-Remy, Trondes, Pagny-sur-Meuse, Rigny-la-Salle és Saint-Germain-sur-Meuse községekkel határos.

## Népesség
A település népességének változása:
| Lakosok száma | 3415 | 3048 | 2873 | 2762 | 2668 | 2713 | 2663 | 2629 | 2619 | 2622 |
|               | 1968 | 1982 | 1990 | 2006 | 2013 | 2015 | 2017 | 2019 | 2020 | 2022 |